# 東大特訓班 (電視劇)
《東大特訓班》是MMJ和TBS電視台共同製作的日本電視劇，改編自日本漫畫家三田紀房創作的同名漫畫，第一季於2005年7月8日在TBS的週五連續劇時段首播，由阿部寬主演，長谷川京子、山下智久、長澤雅美、中尾明慶、小池徹平、新垣結衣、紗榮子、石野真子和野際陽子共演。第二季於2021年4月25日在TBS的周日劇場時段首播，同樣由阿部寬主演。
與描述許多考試技巧的原作相比，電視劇版本更著重在描繪主角們在考試之前成長的過程。劇本、架構、以及主題等方面，也都因為電視劇的集數做了濃縮的調整，變得十分紮實和緊湊。對於戀愛要素等情節有所刪減。也因為電視劇的播出，與之相關的書籍也陸續發售，影響範圍相當廣大。日本主要的前三大補習班（預備校）在2005年11月實施的東大模擬測驗，其參加人數比前一年增加了9～12%，同年12月的讀賣新聞也報導了此事。在訪問各補習班的負責人時，他們都提到了《東大特訓班》可能就是原因之一，並且不再無視於該劇收視的影響。此外，2006年度以東京大學為志願者在前期較上一年多了321人，後期增加了356人。
韓國KBS電視台改編並製作的電視劇2010年1月4日《學習之神》播出。

## 第一季

### 登場人物

#### 主要人物
- 櫻木建二：阿部寬

律師兼特別升學班導師。
- 井野真真子：長谷川京子

龍山高中英語兼特別升學班世界史老師。
在日劇版第一季的戲份設定，有部份是取自於漫畫第一部的高原浩之。

#### 龍山高中特訓班學生
- 矢島勇介：山下智久

- 水野直美：長澤雅美

- 奧野一郎：中尾明慶

- 緒方英喜：小池徹平

- 香坂良乃：新垣結衣

- 小林麻紀：紗榮子

#### 龍山高中教職員
- 近藤時久：齊藤洋介

- 落合正直：大衛伊東

- 宮部梅太郎：安藤亮司

- 淺海和子：築山萬有美

- 稻葉勉：青山勝

- 龍野百合子：野際陽子

龍山高中理事長。

#### 特訓班講師
- 柳鐵之介：品川徹

櫻木聘請的數學特別講師。
- 阿院修太郎：小林進

櫻木聘請的理化特別講師。
- 芥山龍三郎：寺田農

櫻木聘請的國語特別講師。
- 川口洋：金田明夫

櫻木聘請的英語特別講師。

#### 學生的家人
- 矢島節子：石野真子

- 水野悠子：美保純

- 奧野次郎：水谷百輔

- 奧野美也子：加藤和子

- 緒方萬里子：相原友子

- 緒方厚生：須永慶

- 香坂恵：栗田陽子

- 小林光江：池谷信惠

#### 其他人物
- 山本希美：矢澤心

- 田中義男：村上大樹

- 澤松靖司：唐橋充

- 岡部律師：小野寺昭

- 齋藤：石井愃一

- 戶田明日美：堀朱里

- 阿部沙織：郡司綾乃

- 栗山祥太：橋爪遼

- 佐久間美優：桂亞沙美

- 三野文泰（特別演出）

- 解說旁白：小林清志

### 音樂
- 主題曲：Melody.〈realize〉(領悟)
  - 作詞：Melody.、MIZUE / 作曲：Koutaro Odaka / 編曲：Kei "Spicy" Kawano

- 插曲：山下智久〈Colorful〉
  - 作詞：山下智久 / 作曲：森元康介 / 編曲：十川知司

### 製作人員
- 原作：三田紀房《東大特訓班》（講談社《週刊Morining》連載）
- 編劇：秦建日子
- 音樂：仲西匡
- 原案協力：村田俊明、中塚康博、渡邊協（講談社《週刊Morining》編輯部）
- 製作人：遠田孝一、清水真由美（MMJ）
- 剪接：三城真一、渡邊真二郎（TBS）
- 演出：塚本連平、唐木希浩、小松隆志
- 製作：MMJ、TBS電視台

### 播出日程
| 集數                                                                      | 播出日期 | 日文標題 | 中文標題                           | 導演     | 收視率 |
| ------------------------------------------------------------------------- | -------- | -------- | ---------------------------------- | -------- | ------ |
| 第1話                                                                     | 7月8日   |          | 笨蛋和丑女都給我去東大             | 塚本連平 | 17.5%  |
| 第2話                                                                     | 7月15日  |          | 了解自己的弱點！                   | 塚本連平 | 16.5%  |
| 第3話                                                                     | 7月22日  |          | 玩遊戲！考試就像運動一樣！         | 唐木希浩 | 13.8%  |
| 第4話                                                                     | 7月29日  |          | 碰壁前都要忍耐                     | 塚本連平 | 16.1%  |
| 第5話                                                                     | 8月5日   |          | 不要哭！這是你的人生！             | 唐木希浩 | 16.8%  |
| 第6話                                                                     | 8月12日  |          | 英文對決！6個笨蛋一決勝負          | 塚本連平 | 17.9%  |
| 第7話                                                                     | 8月19日  |          | 給他們好看！東大模擬考             | 小松隆志 | 15.6%  |
| 第8話                                                                     | 8月26日  |          | 笨蛋的眼淚……暑假的校外教學         | 唐木希浩 | 17.0%  |
| 第9話                                                                     | 9月2日   |          | 相信！成績一定會提升               | 塚本連平 | 14.5%  |
| 第10話                                                                    | 9月9日   |          | 友情或考試？最後的決定             | 小松隆志 | 14.5%  |
| 最終話                                                                    | 9月16日  |          | 你們都已經不是笨蛋了！命運的放榜！ | 塚本連平 | 20.3%  |
| 平均視聴率16.4%（收視率由Video Research調查關東地區、家戶的即時統計資料） |          |          |                                    |          |        |

#### 海外播出日程
- 台灣：2006年8月16日－2006年8月30日，星期一至五20:00-21:00於緯來日本台首播。
- 香港：由美亞電視劇台購入播映權。
- 美國、加拿大：2007年1月12日－3月23日，星期五於TV Japan首播。

## 第二季
2020年3月，睽違15年，TBS宣佈製作《東大特訓班》第二季，由阿部寬回歸擔任主演，並預定於2020年夏季首播。同年6月，受2019冠狀病毒病疫情影響，第二季延期拍攝及播映。
2021年2月，TBS宣佈《東大特訓班》第二季預定於4月首播，在第一季飾演學生的長澤雅美也將繼續出演原來的角色，並以律師身份回歸，與阿部寬成為工作夥伴。同年4月25日正式首播，6月27日播畢。最終回收視率超越第一季高達20.4%，暫為2021年日劇最高收視紀錄。
台灣最初由網路平台KKTV、friDay影音自4月26日起每週一同步跟播，MOD、Hami Video自4月27日起同步跟播，最後電視台緯來日本台於5月1日起每周六正式首播。

### 登場人物

#### 主要人物
- 櫻木建二：阿部寬（香港配音：陳欣）

律師兼特別升學班導師，起初因拯救多家學校而夢想成真入「虎之門」開業，後來在剧集時間開始前2年有學生考不上東大鬧自殺遭社會譴責撻伐黯然頹廢「消失」隱居。剧集開始時因應水野懇求勉強復出並居於幕後，同時居於專科教室搭帳棚。起初對專科極端消極甚至叫學生不要妄想東大，後來看見零星學生出現上進心而決定「復活」，用種植「龍櫻」象徵專科復甦立班逐漸物色人選。事實上這些作為只是表象，其最終目的其實是用反向行為重新煥發這些被校風埋葬野心的學生。
- 水野直美：長澤雅美（香港配音：林元春）

首季特訓班學生，曾於第一季最終回因母親病重而錯過東大入學試。於重考後成功考上東大，畢業後跟隨恩師腳步，成為櫻木法律事務所律師。櫻木「消失」後自行開業，成立水野法律事務所。剧集開始時因應龍海高中聘請四處尋找隱居的櫻木，一同主持「東大專科」升學班。

#### 龍海高中東大專科學生
- 瀨戶輝：高橋海人（King & Prince）（香港配音：黃積權）

父母早逝，家業拉麵店「瀨戶屋」並由姊姊扶養。喜歡岩崎楓，總是默默保護她。
- 早瀨菜緒：南沙良（香港配音：陳皓宜）

漫畫版第二季為龍山高中學生，一年級曾與天野晃一郎同班，典型令和時代女高中生，個性天真浪漫、無憂無慮，而且沒有任何夢想，在父母寵愛下長大。做事情只有三分鐘熱度，遇到困難就用甜美笑容來敷衍過去。早瀨是岩崎粉絲，被她熱衷羽毛球的模樣給吸引，後來她終於開始思考自己未來，認為也應該要找到一個人生目標才行。聽完櫻木演說後其內心受到衝擊，決定加入專科跟大家一起用功讀書，在櫻木的要求下必須以英文在推特發文。最後雖沒上東大文三，但利用共通測驗成績考取青山學院大學經營學部（漫畫版志願為東大文一且錄取）。
- 岩崎楓：平手友梨奈（香港配音：張頌欣）

以入體育名校清南大為目標活躍的羽毛球選手，一直活在眾人期待之下並最終繼承父母未成的志願進奧運。不過卻因練習過度在正式比賽受傷而被痛罵兼不諒解。這時對她伸出援手的人正是櫻木，並最終披露重傷本因實為「教練和搭檔勾結」（因入校名額僅一名），於是岩崎找到新人生方向，在這段療傷休養期間她決定全力衝刺，希望能夠考上東大就讀運動醫療輔助後輩（也是希望對教練「報仇」，但實際上並不怨恨搭檔，畢竟意識到這也有自身性格成分在），於是成為（正式立班前）第一位入班生。可起初此番作為被父母怒斥「無能者才唸書」，直至第8集才得到諒解與肯定。
- 天野晃一郎：加藤清史郎（香港配音：胡家豪）

漫畫版第二季為龍山高中學生，一年級曾與早瀨菜緒同班，天野對於優秀的弟弟一直懷抱著自卑感，當櫻木和水野來到學校時，天野認為這是他改變的好機會，於是率先加入專科。在櫻木指定下必須當Youtuber來發影片，志願是東大理二且錄取。
此角色形似於第一季奥野一郎。
- 藤井遼：鈴鹿央士（香港配音：李凱傑）

在漫畫原著裡是第二部「龍山高中」2年級學生角色。
藤井遼是龍海學園成績最頂尖也是理科第一的學生，把東大理一作為第一志願。他在高中入學考試時得到流感，因此最後只能選擇就讀龍海。藤井性格高傲自大，他看不起別人，認為大家都是笨蛋，即使水野邀請他加入專科，藤井也不為所動。但是被櫻木狠狠教訓過之後，其心中開始產生動搖。最終話因保護健太受傷而落榜，並與岩井、小橋留級來年重考。
漫畫版第二季與小川麻里屬於難關大學班，目標從東大理科轉入文二，與天野、小杉、早瀨一起考上東大。
- 小杉麻里：志田彩良（香港配音：成瑤孆）

龍海學園文組榜首（漫畫版第二季為龍山高中），與漫畫版一樣是大胃王，她身上似乎藏著秘密，而且是刻意與人保持距離的神祕女孩，對於專科邀請完全沒有興趣，因為她不打算升學，一旦高中畢業就要出去工作了，但實際上是父親不允許。看起來冷淡的小杉卻對原健太非常關心，彷彿姊姊一樣的照顧他，有種強大包容力。第5集結尾揭露二人事實上也是鄰居。
漫畫版第二季與藤井遼同屬難關大學班，原本無意願考東大，原因是不想重考後被田村老師的保證與支持下改變主意，與早瀨同樣考上東大文一。
- 原健太：細田佳央太（香港配音：李致林）

一位熱愛研究昆蟲的孩子，而且有精準預測天氣的能力（第3集精準預測早上10點整下雨）。或許是因言行舉止比較特別，讓他遭到其他學生的孤立，唯一朋友就是小杉麻里。櫻木憑著敏銳洞察力，已經發現原健太與眾不同之處，這位看似單純傻氣、喜歡追著昆蟲跑的少年，身上有著意想不到的才能，絕對值得耐心去栽培他。
- 岩井由伸[7]：西垣匠（香港配音：李安邦）

一開始因應水野邀請入班並順應要求「剃光頭」，但實則側錄影片加以陷害。櫻木嚴加「懲治」威嚇後變成其小弟活動，以協助他作臥底（第2集小楓膝蓋傷痛真相）和打雜（第6集為專班生準備晚餐）。第8集結尾因應櫻木邀請重新入班當「練習生」，第9集因共通測驗成績不足而放棄入學考，第10集決定留級來年重考。
- 小橋辰德[7]：西山潤（香港配音：李鎮然）

一開始因應水野邀請入班並順應要求「剃光頭」，但實則側錄影片加以陷害。櫻木嚴加「懲治」威嚇後變成其小弟活動，以協助他作臥底（第2集小楓膝蓋傷痛真相）和打雜（第6集為專班生準備晚餐）。第8集結尾因應櫻木邀請重新入班當「練習生」，第9集因共通測驗成績不足而放棄入學考，第10集決定留級來年重考。

#### 特訓班講師
- 柳鐵之介：品川徹（香港配音：朱子聰）

數學特別講師，第4集回歸（漫畫版第二部亦有登場）。
- 太宰府治：安田顯（香港配音：蘇強文）

國語特別講師，第6集登場（漫畫版第二部亦有登場），常常用建築模式解說課程。只要碰上課程相關事物就會大力拍黑板瞬間變得極度激動，然後又迅速冷卻下來。
- 由利杏奈：吉田有里（YURIYAN RETRIEVER）（香港配音：何璐怡）

英文特別講師，第7集登場，東大模擬考前加強學生英聽能力。

#### 龍海高中教職員和學生
- 高原浩之：及川光博（香港配音：黃啟昌）

本劇幕後大反派。龍海教頭（台譯教務主任；緯來版譯訓導主任；港譯副校長），在漫畫原著裡是第一部角色，但在劇集第一季裡戲份被井野老師吸收取代。
雖本劇中為首次登場，但設定上原先就曾是龍山教師，也認識水野直美，因此才向理事會提議邀請她拯救學校。表面上擔憂學校安危都在奧援大家，事實上自始至終就站在賣校派，並在第9集結尾倒戈轉軚現出真面目。向理事長派「攤牌」認為學校繼續經營根本毫無賺頭，也是「故意」請水野來學校。得知水野找到的法條後趁機反過來利用暗中「拉攏」收買多數教職員站隊。最後雖如願坐上理事長大位，卻因「賄賂」證據曝光而讓問鼎縣議員夢想泡湯。
- 龍野久美子：江口德子（香港配音：梁少霞）

龍海高中（龍海學園高等學校）現任理事長，漫畫版第二季為龍山高中代理理事長。萬分懼怕自身「自由校風」被身為前理事長的父親支持的「菁英校風」打敗而失位，於是聯合奥田要擊潰專科。不過過程中見證專科成果和辦學信念得到櫻木讚譽後態度逐漸軟化，完結篇時已全然委託櫻木水野絕對要將專科學生送入東大。最後服輸卸任理事長。
此角演員實際上在第一季第4集飾演過香坂良乃參與的暴走族大姊大。
- 龍野恭二郎：木場勝己（香港配音：黃子敬）

龍海前任理事長，為龍野久美子父親。欲免去現任理事長職位便於變賣校地資產蓋渡假村而設下一年內龍海高中必須五人上榜東大的圈套。
- 奥田義明：山崎銀之丞（香港配音：潘文柏）

龍海校長，於校務理事會議中否決特訓專班的成立，後來因被理事長發現是同性戀（第2集）而只得聽命於她，漫畫版第二季為龍山高中新任校長。
- 大山將大：内村遥（香港配音：劉奕希）

龍海高中教師，對教育充滿熱情，被指派升學專班一對一指導學生藤井，但是卻被藤井嘲諷三流大學畢業生而無法繼續上課。
- 田村梨江子：山田絹遠（香港配音：謝潔貞）

龍海高中教師，原健太與小杉麻里的原班導師（漫畫版第二季為龍山高中老師，同時是小杉麻里的導師）。強烈反對櫻木利用麻里將有發展學習障礙的健太拉入特訓班，但在櫻木發現健太才能後，留下感謝的眼淚。
- 宮村：盛隆二（香港配音：朱子聰）

羽毛球隊教練。
- 清野利恵：吉田美月喜（香港配音：黃昕瑜）

龍海高中羽球校隊種子學員，為岩崎楓同期隊友兼雙打搭檔。透過小手段勾結教練使其岩崎楓因訓練過度造成運動傷害引退，以獲得體育名校清南大的引薦機會。第8集聽聞小楓在父母和專班兩面夾擊時特地點醒她，也誠摯希望二人未來也要順利共事。
- 石渡：齋藤瑠希[8]（香港配音：凌晞）

早瀨和岩崎同學，出現在第1集開學典禮和第2集加油／教室場面（皆站在早瀨身旁）。
- 龍海學園事務員：氏家惠（香港配音：袁淑珍）

- 日比野晉平：桑原辰旺

外部理事。
- 小松川：森永徹

前校長。

#### 學生親屬
- 瀨戶玲：大幡詩繪理（香港配音：羅孔柔）

瀨戶屋拉麵店的店主，瀨戶輝姊姊。
- 天野裕太：深田龍生（香港配音：陳灝瑋）

天野晃一郎的弟弟。
- 天野美紀：片岡禮子（香港配音：雷碧娜）

天野晃一郎和天野裕太的母親。
- 岩崎明人：駿河太郎（香港配音：招世亮）

楓的父親 / 前羽球選手。
- 岩崎裕子：馬淵英里何（香港配音：沈小蘭）

楓的母親 / 前羽球選手。
- 早瀨惠子：森口瑤子（香港配音：曾秀清）

早瀨菜緒的母親。
- 小杉繁：迫田孝也（香港配音：陳卓智）

小杉麻里的父親。
- 小杉祥子：相築彰子（香港配音：黃麗芳）

小杉麻里的母親。
- 藤井祥：大森翔吾

藤井遼的哥哥。
- 藤井峡：成神誠大

藤井遼的哥哥。

#### 其他人物
- 岸本香：早霧聖奈（香港配音：陸惠玲）

本劇終極大反派。櫻木法律事務所合夥經營者，櫻木「消失」後接手其生意。最終話被揭穿兩年前是因為櫻木不想擔任教學顧問而散佈電郵讓米山崩潰而自殺未遂和報空穴來風的料讓櫻木眾矢之的的「幕後真兇」，兩年後為了當上渡假村顧問律師聯合龍海前任理事長陷害久美子理事長。最後因「賄賂」居民場面被錄下來存證而被粉碎野心。
- 米山圭太：佐野勇斗（香港配音：曹啟謙）

櫻木前學生，也是當初鬧自殺讓櫻木「消失」的元兇。事實上本身仍然存活並進入東大（第3集），他在坂本協助下重新考取東大並進入其公司工作（第9集提及），其實早已知道壓迫自己的真正幕後主使是岸本，便與坂本刻意成為岸本部下且假意對櫻木懷恨在心，因此沒對水野和櫻木道明真相，目的是想讓岸本取信並露出馬腳，最終話與坂本揭穿岸本的陰謀。
- 坂本智之：林遣都（香港配音：鍾見麟）

水野「龍山高中」學弟，櫻木前學生，因水野第一年沒考上而跟水野在東大變成同年級同學，但仍稱呼水野「學姊」；現為IT公司老闆。米山請坂本調查發現陷害櫻木且讓米山自殺未遂的主使是岸本，便與米山假意向岸本投誠，表面上偕同渡假村計畫，目的是想讓岸本取信並露出馬腳。事件結束後將水野成就散播外界。
- 小林麻紀：紗榮子（第1話、最終話特別出演）（香港配音：何璐怡）

首季特訓班學生，從東京大學重新考取畢業後如今已如夢成為知名藝人。剛開始十分擔憂櫻木一蹶不振。入學考前夕因應櫻木邀請出任嘉賓以學姊身分對專班提供建議。
- 奧野一郎：中尾明慶（最終話特別出演）（香港配音：關令翹）

首季特訓班學生，從東京大學畢業後，在常磐汽車公司擔任工程師。入學考前夕因應櫻木邀請出任嘉賓以學長身分對專班提供建議。
- 緒方英喜：小池徹平（最終話特別出演）（香港配音：梁偉德）

首季特訓班學生，從東京大學重新考取畢業後目前在一家外資諮詢公司擔任顧問。入學考前夕因應櫻木邀請出任嘉賓以學長身分對專班提供建議。
- 香坂良乃：新垣結衣（最終話特別出演）（香港配音：何璐怡）

首季特訓班學生，從東京大學畢業後，從事系統開發相關工作。共同協助矢島進行調查行動，並為坂本和米山提供了公司開發的系統暗中取得證據。事件結束後一周現身見面，同時也對水野成就感到訝異和欣喜。
- 矢島勇介：山下智久（最終話聲音出演）（香港配音：梁偉德）

首季特訓班學生，雖沒有直接出現，但透過電子郵件向櫻木和水野報告，他是應坂本和米山要求合作，同時指示二人向外界散播水野成就刺激來年入學率復甦學校。

#### 客串
- 米山的母親：吉澤梨繪（第1話）（香港配音：黃麗芳）

- 便利商店店員：相田周二（第1、2話）（香港配音：梁偉德）

- 公寓房東：茅島成美（第1話）（香港配音：林丹鳳）

- 違法釣魚的大叔：井上肇（第1話）（香港配音：盧國權）

- 定食屋的女兒：野口雅（第1話）（香港配音：袁淑珍）

- 定食屋的阿姨：福松美（第1話）

- BLACK PEARL老闆：吉永秀平（第1、4話）（香港配音：蘇強文）

- 安本智樹：上杉祥三（第2話）（香港配音：林國雄）

幫楓檢查的醫生。
- 找碴的學生：中島健（第3話）（香港配音：鍾見麟）

- 找碴的學生：芳村宗治郎（第3話）（香港配音：張方正）

- 小混混：小金（第4話）（香港配音：陳卓智）

- 小混混：望月章男（第4話）（香港配音：蕭徽勇）

- 油站職員：小宮浩信（第4話）（香港配音：葉振聲）

- 松原佳浩：市川右團次（第6、7、9、最終話)（香港配音：蕭徽勇）

Jaeger公司IR開發項目負責人
- 梶谷和馬：入江甚儀（第7、9、最終話）（香港配音：關令翹）

- 菅井：小須田康人（第8話）（香港配音：張錦江）

- BLACK PEARL店員：佐田正樹（第8話）（香港配音：葉振聲）

- 監考官：大衛伊東（第9話）（香港配音：葉振聲）

- 原田 / 平野：深澤嵐、大地伸永（最終話）（香港配音：鄧志堅、麥皓豐）

- 監考官：安藤彰則（最終話）（香港配音：朱子聰）

### 製作人員
- 原作：三田紀房《東大特訓班2》（講談社《週刊Morining》連載）
- 執行製作人：伊與田英徳
- 製作人：飯田和孝、黎景怡
- 導演：福澤克雄、石井康晴、青山貴洋
- 製作：TBS電視台

### 播出日程
| 集數                                                                        | 播出日期 | 日文標題 | 中文標題                                              | 導演     | 收視率 | 備註       |
| --------------------------------------------------------------------------- | -------- | -------- | ----------------------------------------------------- | -------- | ------ | ---------- |
| 第1話                                                                       | 4月25日  |          | 別輸給時代。 現在就立刻行動！                         | 福澤克雄 | 14.8%  | 加長25分鐘 |
| 第2話                                                                       | 5月2日   |          | 人生的大對決！ 你的道路由你自己決定！                 | 福澤克雄 | 13.9%  | 加長15分鐘 |
| 第3話                                                                       | 5月9日   |          | 一擊逆轉！ 即便是笨蛋也能贏過天才的讀書法！           | 石井康晴 | 12.6%  |            |
| 第4話                                                                       | 5月16日  |          | 將弱點變成優點！ 令和的學習能力暴增讀書法！           | 青山貴洋 | 14.3%  |            |
| 第5話                                                                       | 5月23日  |          | 別作繭自縛！ 自己想要的未來由自己創造                 | 福澤克雄 | 13.8%  |            |
| 第6話                                                                       | 5月30日  |          | 別放棄夢想！ 為了你最愛的好友而戰！                   | 石井康晴 | 14.0%  |            |
| 第7話                                                                       | 6月6日   |          | 攸關能否存活下來的模擬測驗！ 暗藏在在陰影中的陰謀？   | 青山貴洋 | 14.4%  |            |
| 第8話                                                                       | 6月13日  |          | 要有以自己的生活方式活下去的心理準備！ 揭開龐大陰謀！ | 福澤克雄 | 14.6%  |            |
| 第9話                                                                       | 6月20日  |          | 東大&收購劇 W大逆轉 前篇！ 接者是攸關命運的共同測驗   | 石井康晴 | 15.4%  | 加長15分鐘 |
| 最終話                                                                      | 6月27日  |          | 東大&收購劇 W大逆轉 後篇！ 含淚宣布合格！             | 福澤克雄 | 20.4%  | 加長15分鐘 |
| 平均收視率 14.82%（收視率由Video Research調查關東地區、家戶的即時統計資料） |          |          |                                                       |          |        |            |

## 外部連結
第一季
- 東大特訓班 - TBS電視台 週五連續劇（日語）
- 東大特訓班 - MMJ（日語）

第二季
- 東大特訓班 - TBS電視台 周日劇場（日語）
- 東大特訓班的X（前Twitter）（日語）
- 《東大特訓班2》緯來日本台官方網站 （页面存档备份，存于）（繁體中文）